# ایالت روم‌ایلی

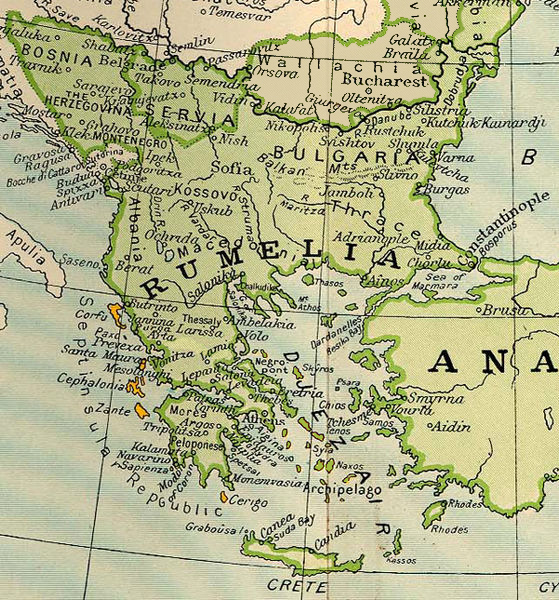

ایالت روم‌ایلی یا روم‌ایلی (ترکی عثمانی: ایالت روم ایلی، Eyālet-i Rūm-ėli) که همچنین به عنوان بیگلربیگی روم‌ایلی نیز شناخته می‌شود، یک استان سطح اول (ایالت یا بیگلربیگی) امپراتوری عثمانی شامل بیشتر مناطق بالکان بود. در بیشتر تاریخ خود این استان بزرگ‌ترین و مهم‌ترین ایالت امپراتوری بود که شامل شهرهای کلیدی مانند ادرنه، یوآنینا، صوفیه، موناستیر (بیتولا)، اسکوپ (اسکوپیه) و بندر بزرگ دریایی سالونیک می‌شد.
پایتخت این ایالت در شهر آدریانوپل (ادرنه)، صوفیه و سرانجام موناستیر (بیتولا) بود. مساحت گزارش شده آن در قرن نوزدهم ۱۲۴٬۶۳۰ کیلومتر مربع بوده‌است.